# Ocotea montis-insulae
Ocotea montis-insulae är en lagerväxtart som beskrevs av Van der Werff. Ocotea montis-insulae ingår i släktet Ocotea och familjen lagerväxter. Inga underarter finns listade i Catalogue of Life.